# Nora (água)

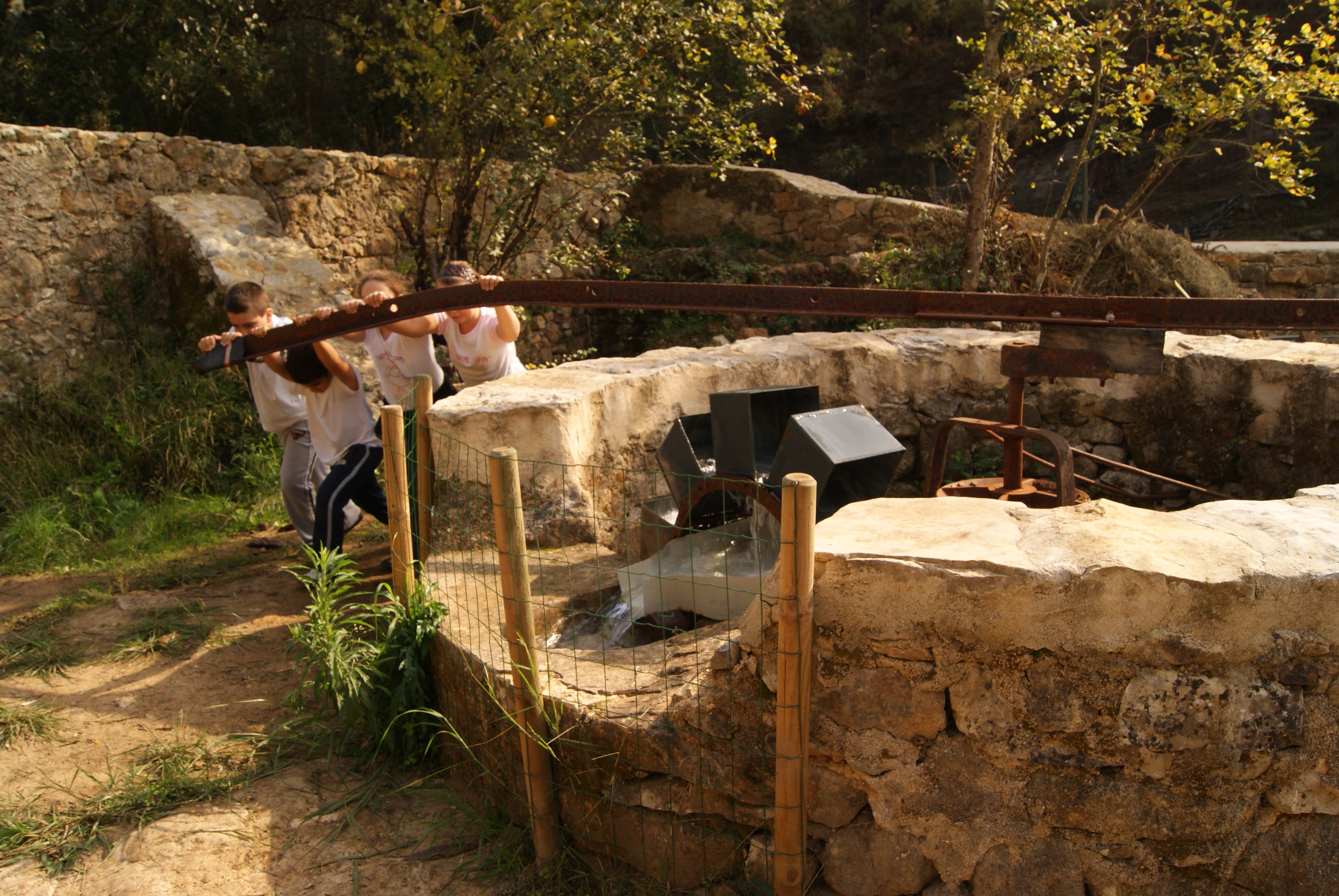
Nora na Quinta Pedagógica Armando Villar, em Cascais, Portugal

Nora é um engenho ou aparelho para tirar água de poços, rios  ou cisternas. É constituído por uma ou mais rodas com pequenos reservatórios ou alcatruzes.

## Descrição
Possui uma haste horizontal acoplada a um eixo vertical que por sua vez está ligado a um sistema de rodas dentadas. Este sistema faz circular um conjunto de alcatruzes entre o fundo do poço, ou curso do rio,  e a superfície exterior. Os alcatruzes descem vazios, são enchidos no fundo do poço, regressam e quando atingem a posição mais elevada começam a verter a água numa calha que a conduz ao seu destino. O ciclo de ida e volta dos alcatruzes ao fim do poço para tirar água mantém-se enquanto se fizer rodar a haste vertical e o poço tiver água.

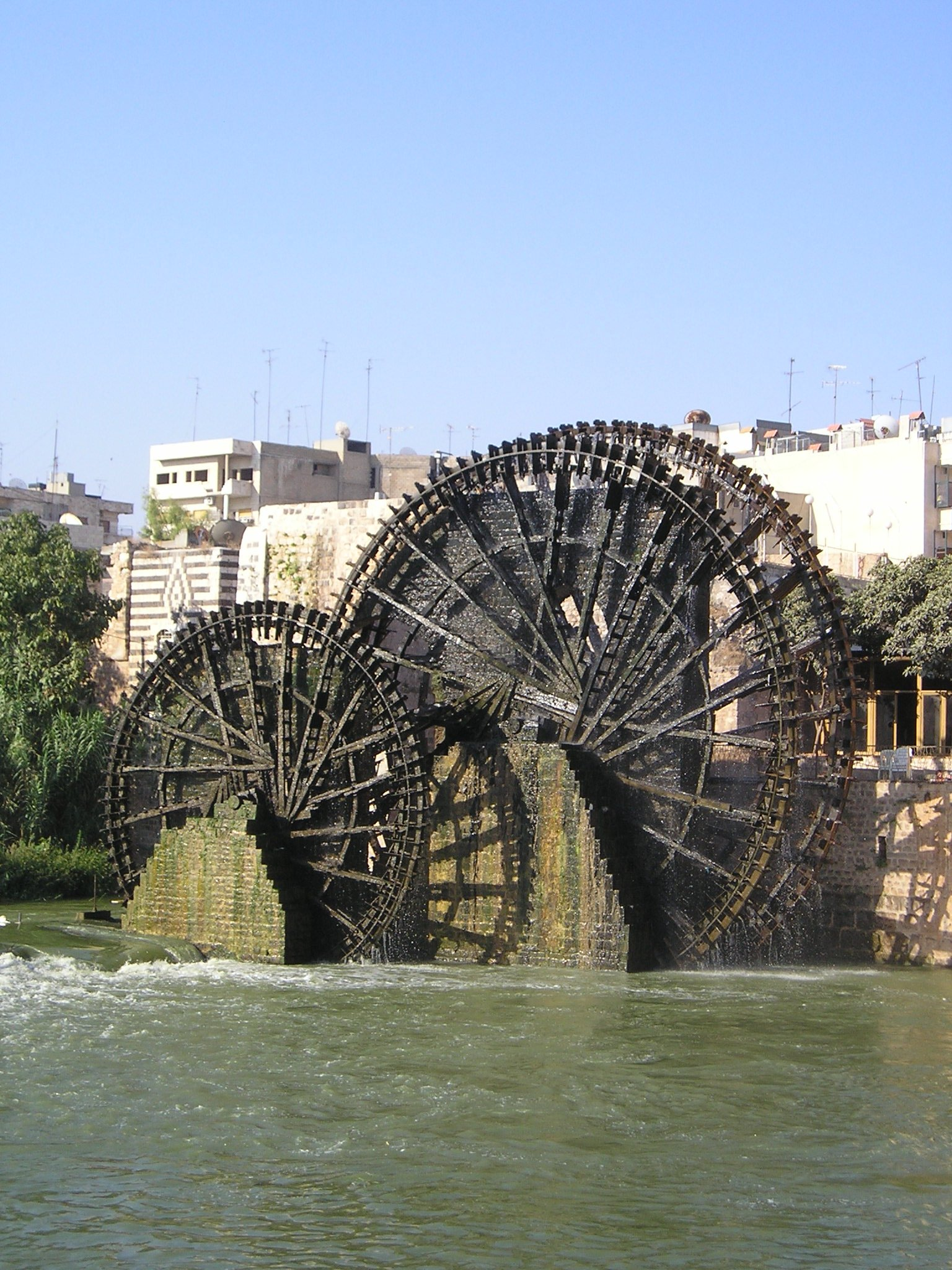
Um conjunto de três noras em Hama, Síria, das maiores e das mais antigas do mundo.

Tradicionalmente as noras são engenhos de tração animal, mas o mecanismo pode ser também acionado pela própria força da água corrente do rio de que retira a água. Estes engenhos vieram em muitos casos substituir a picota ou cegonha anteriormente utilizados como engenhos principais para tirar água na Península Ibérica, e  pensa-se que foram introduzidos pelos muçulmanos.